# Oliver Pum
Oliver Pum (* 8. Februar 1993 in Oberndorf bei Salzburg) ist ein österreichischer Komponist, Musikproduzent und DJ. Bekannt wurde Pum durch Produktionen für Aneta Sablik und Seaside Clubbers sowie seine eigene erste Single Your Time.

## Leben
Pum begann seine Karriere als Produzent und Remixer einiger Künstler. Die Aufträge häuften sich, und nach wenigen Monaten arbeitete er mit verschiedenen Künstlern deutschlandweit zusammen, unter anderem mit Seaside Clubbers, B-Case, Djorkaeff, Beatzarre und erlangte seine ersten Top-Ten-Platzierungen in den deutschen Download-Charts.
2014 produzierte er zusammen mit B-Case, Djorkaeff und Beatzarre den Siegersong The One von Aneta Sablik in der 11. Staffel von Deutschland sucht den Superstar. Der Titel erreichte Platz 1 in Deutschland, Österreich und der Schweiz und hielt sich insgesamt 14 Wochen in den deutschen Charts
Am 10. Oktober 2014 wurde seine erste eigene Single Your Time veröffentlicht, bei der Max Kühnel mitwirkte. Sie stieg auf Platz 18 der österreichischen Charts ein.
Oliver Pum arbeitete mit David Bronner und Dorothee Badent an der Eröffnung des Eurovision Song Contest 2015 in Wien und als Co-Producer von Conchita Wurst – Out Of Body Experience.

## Produktionen
- 2014: B-Case – Lucky Luke
- 2014: Aneta Sablik (DSDS 2014 Gewinnerin) – The One
- 2014: Seaside Clubbers – Fieber (Oliver Pum Edit)
- 2014: Oliver Pum – #IceBucketChallenge
- 2014: Oliver Pum – Your Time
- 2014: Chris Armada – Greenlight
- 2015: ESC Vienna 2015 – Building Bridges
- 2015: Conchita Wurst – Out Of Body Experience
- 2015: Ray Watts feat. G.G – Queen Of Lissabon
- 2015: Matty Valentino – Can't Fall In Love
- 2015: Seaside Clubbers – Sonne (EP)
- 2017: Seaside Clubbers – You're my Mate (Cover von Right Said Fred)
- 2018: Seaside Clubbers – Unendlichkeit (mit Roman Jauk)
- 2020: Seaside Clubbers – Dächer der Stadt

## Remixe
- 2014: Seaside Clubbers – Nicht vergessen (Naamio remix)
- 2014: Oliver Pum – Your Time (Metalcover by Oliver Pum)
- 2014: Bounce Bro – Für immer jung (Oliver Pum Remix)
- 2015: Ray Watts feat. G.G – "Queen Of Lissabon" (Ray Watts feat. Oliver Pum Remix)
- 2015: Matty Valentino – "Can't Fall In Love" (Ray Watts feat. Oliver Pum Remix)